# Giambattista Roggia
Giambattista Roggia (Racconigi, 12 settembre 1913 – Busto Arsizio, 7 novembre 2011) è stato un bibliotecario italiano.

## Biografia
Laureatosi in lettere nel 1937 presso l'Università Cattolica del Sacro Cuore di Milano con una tesi dal titolo Saggio sulla civiltà di Canaan - dal sec. XVI al sec. XIII a.C. e con relatore monsignor Justin Boson, fu per quarant'anni professore di lettere presso il liceo classico "Daniele Crespi" di Busto Arsizio e, successivamente, preside del liceo di Saronno. Uno dei suoi primi incarichi fu però presso il liceo classico di Novara, dove tra i suoi studenti figurava il futuro presidente della Repubblica Italiana Oscar Luigi Scalfaro. Fu anche insegnante, tra gli altri, del ministro Francesco Speroni e del Cardinal Francesco Coccopalmerio.
Nel 1944, non avendo voluto prestare giuramento di fedeltà alla Repubblica Sociale Italiana, fu costretto ad abbandonare l'insegnamento fino alla Liberazione.  Mantenne però l'incarico (che ricopriva fin dall'anno accademico 1937-38) di assistente volontario alla Cattedra di Ebraico e Lingue semitiche comparate dell'Università cattolica del Sacro Cuore. Nel 1950 fu il primo direttore della biblioteca comunale di Busto Arsizio, creata dal comune in seguito allo scioglimento dell'Università e Biblioteca Popolare che aveva donato allo stesso comune i circa 3000 volumi in suo possesso.
A Roggia è titolata la biblioteca civica di Busto Arsizio. È stato insignito del titolo di "cittadino benemerito" della medesima città, del titolo di Commendatore dell'Ordine al merito della Repubblica italiana e di un riconoscimento partigiano per non avere aderito al regime fascista.
Presso la biblioteca d'ateneo dell'Università Cattolica del Sacro Cuore di Milano è presente il Fondo Gian Battista Roggia costituito da oltre 400 testi liberamente consultabili. Nel 2018 la famiglia Roggia ha donato alla suddetta biblioteca anche le carte archivistiche prodotte dal Roggia.

## Opere
Oltre a curare la traduzione di diversi testi classici, fu autore di numerosi libri e saggi a carattere storico, tra i quali:
- Le religioni dell'Oriente antico, Milano, Istituto editoriale Galileo, 1953, SBN LIA0160984.
- Storia della scrittura, Torino, Loescher, 1969, SBN LIA0554808.
- Das Gilgamesch-Epos (L'epopea di Gilgamesh), 1977  [1944], SBN TO01370352.